# Notre-Dame (Quillebeuf-sur-Seine)

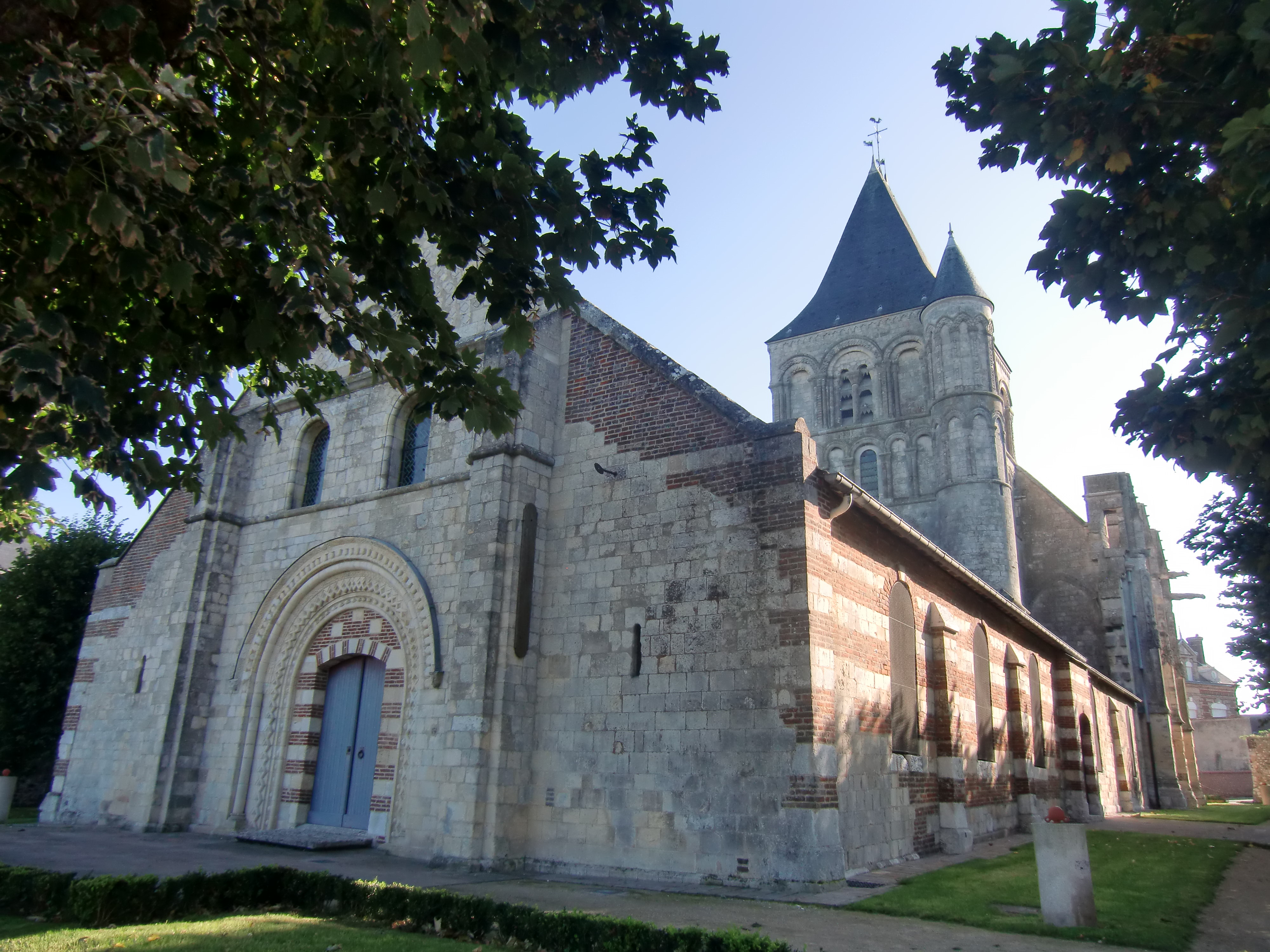
Kirche Notre-Dame

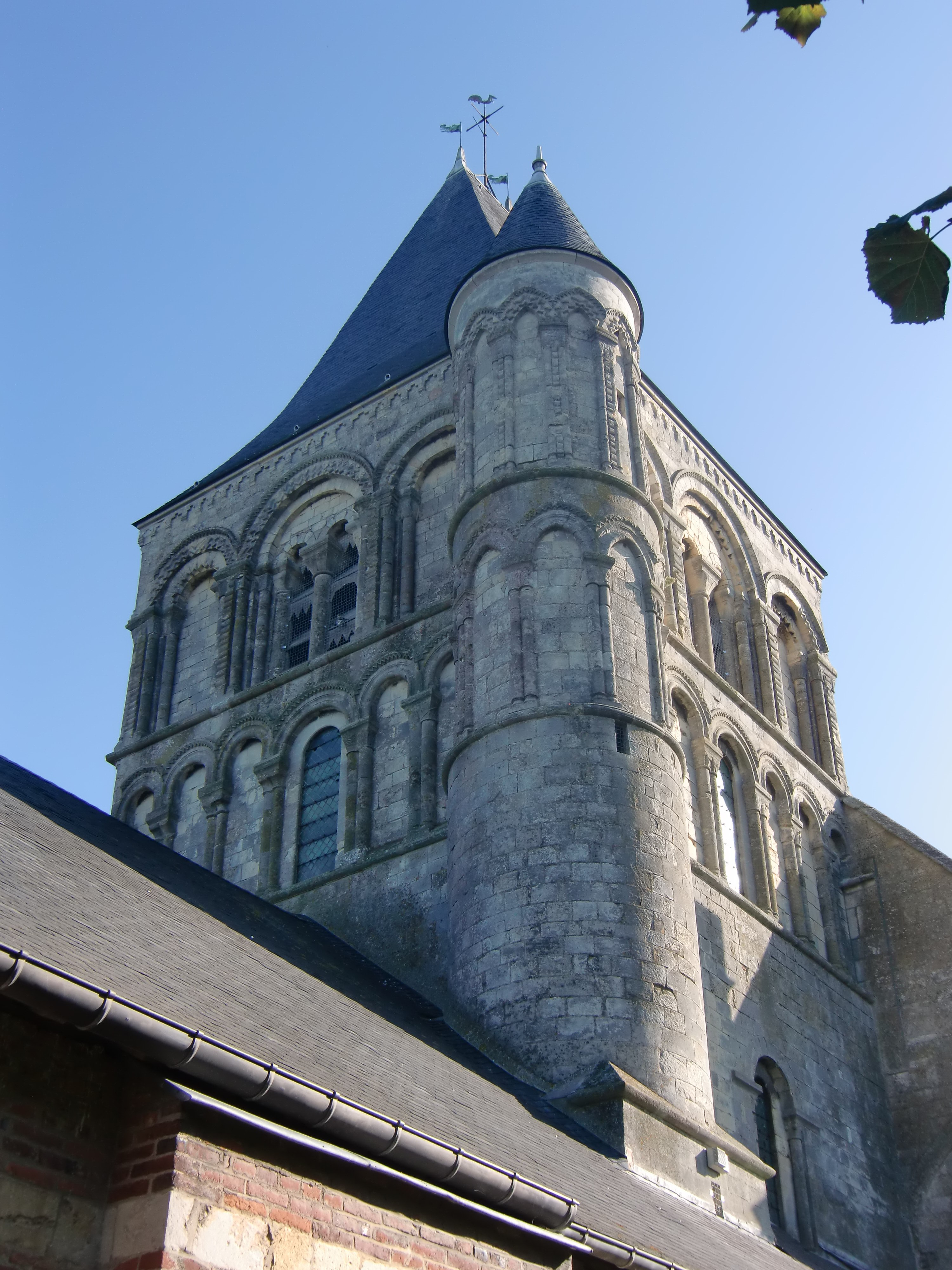
Vierungsturm

Die römisch-katholische Kirche Notre-Dame (auch als Notre-Dame-de-Bonport bezeichnet) in Quillebeuf-sur-Seine, einer französischen Gemeinde im Département Eure in der Region Normandie, wurde im 12. Jahrhundert errichtet. Die Kirche ist seit 1862 ein geschütztes Baudenkmal (Monument historique).

## Beschreibung
Da Quillebeuf-sur-Seine ein alter Siedlungsort in günstiger Lage an der Seine ist, geht man davon aus, dass eine Vorgängerkirche an gleicher Stelle stand. Der Chor der romanischen Kirche wurde Ende des 16. Jahrhunderts so erhöht, dass er die älteren Bauteile zu erdrücken scheint. Das Hauptschiff und die Seitenschiffe wurden 1786 unter einem gemeinsamen Dach zusammengefasst.
Das Portal mit normannisch-geometrischem Dekor weist fünf Archivolten mit unterschiedlichen Motiven auf. Bis auf den äußersten Bogenlauf, der sich auf maskenverzierte Kämpfer stützt, setzen sie sich am Gewände bis zur Erde fort, was recht selten ist. Die Ornamente bestehen aus Rankenwerk mit Palmetten, flachen Köpfen, einem sehr dicken Wulst, einem gegenläufigen Zickzackstab und Blüten mit kurzstieligen Früchten.
Das flachgedeckte Mittelschiff besitzt rechteckige Pfeiler mit eingebundenen Halbsäulen, die an der Ost- und Westseite zweistufige Rundbögen aufnehmen. In der oberen Zone befanden sich über den Pfeilern kleine Fenster, die heute fast alle zugemauert sind. Auf der rechten Seite besitzen die Säulen Faltenkapitelle und links vor allem Flechtwerk oder stilisiertes Laubwerk. Der Triumphbogen ist mit einem Zickzackstab versehen.
Der Vierungsturm hat einen quadratischen Grundriss und ist an seiner Südwestecke von einem runden Treppenturm flankiert. Die Sockelzone ohne Fenster liegt zum größten Teil unter dem Dachstuhl verborgen. Das erste Stockwerk ist durch Blendarkaden gegliedert, wobei die Rundbögen auf Doppelsäulen aufliegen. Die mittlere Bogenstellung ist jeweils von einem Fenster durchbrochen. Das zweite und wesentlich höhere Geschoss besitzt annähernd gleichmäßig verlaufende Bogenstellungen, bei denen die Mittelstellungen betont sind. Die drei Bogenstellungen an jeder Seite sind doppelt gestuft und tragen einen Sägezahnfries. Sie stützen sich auf Säulen beiderseits von Pilastern, die aus quer übereinandergelegten Wülsten bestehen. Der Turm schließt mit einer hohen, schiefergedeckten Spitze.

## Orgel
Die Orgel wurde 1884 durch den Orgelbauer Charles Didier Van Kaster et Kuhn rekonstruiert. Das Instrument hat 7 Register auf einem Manualwerk (C–f3: Bourdon 8′, Flute 8′, Prestant 4′, Doublette 2′, Nasard 2 2⁄3′, Dessus de hautbois 8′, Basse de clairon 4′). Das Pedalwerk hat 17 Töne und ist angehängt. Die Spiel- und Registertrakturen sind mechanisch.